# 이재유

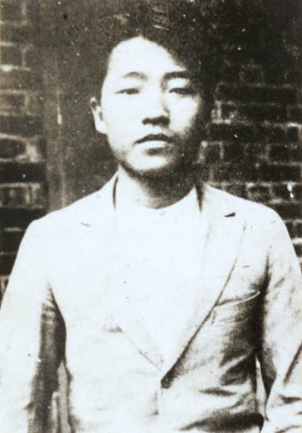

이재유(李載裕, 1905년 8월 28일~1944년 10월 26일)는 한국의 일제 강점기에 활동한 독립운동가, 공산주의 운동가이다. 본관은 함평(咸平)이다.

## 생애
함경남도 삼수군 별동면에서 태어났다. 3살 때 어머니를 여의고, 유년 시절 할아버지에게 한문을 배웠다. 삼수의 공립 보통학교 5학년에 보결 입학하였으나, 4개월 만에 퇴학하였다. 1922년 무렵 상경하여, 1924년 4월 보성 고등보통학교 2학년에 편입 시험을 쳐서 입학하였다가 3개월 만에 월사금 미납과 아버지 사망으로 퇴학하였다. 이때 그는 조선인에 대한 차별을 경험하고 민족주의 사상을 싹 틔우기 시작하였다. 1925년에는 개성 송도 고등 보통학교 4학년에 편입 시험을 쳐서 합격하였다. 송도 고등 보통학교에서 마르크스주의를 접하기 시작하여, 같은 학교 학생들과 함께 사회 과학 연구회를 조직하였다. 또한 반종교 투쟁에도 적극 나서며 동맹 휴학을 주도하다가 1926년 11월 기독교 계열이었던 송도 고등 보통학교에서 퇴학당하였다. 1926년 12월 일본 도쿄로 유학하여 니혼 대학 전문부 사회과에 학적을 두고 고려공산청년회 일본부 후보 회원이 되었데, 학비 때문에 다시 퇴학하였다. 1928년에는 조선공산당 일본 총국 위원이 되었다가, 제4차 조선공산당 사건으로 체포되어 경성으로 압송되었다. 이때 경성 형무소에서 3여 년 동안 수감 생활을 하면서 공산주의자로 성장하였다. 1929년 안병춘, 변홍대, 이형상 등과 조직을 만들어 동맹파업 등과 같은 노동운동과 학생운동을 이끌며 일제에 저항하였다. 또 여러가지 출판물을 간행하여 자신의 생각을 알리기도 했다.
1933년 이순금과 비밀리에 결혼했다. 1934년 1월 22일 서대문 경찰서에서 체포되었으나 1934년 4월 13일에 천황제에 반대하고 민주주의 사상을 가졌던 모리다란 경찰이 탈출을 도와주었다. 그의 도움으로 이재유가 탈출한 지 30여 분이 지나서야 비상 경계령이 내려졌다. 탈출 후에도 이재유는 이관술, 박영출 등과 함께 조직을 결성하고 기관지를 간행하는 등 학생운동과 출판운동을 주도하였다. 그 해 12월 일본경찰에 체포되어서 1944년 청주 교도소에서 옥사를 하였다.

## 가계
- 고조부 : 이하채(李夏彩)
- 고조모 : 곡산 연씨 연동즙(延東楫)의 딸
  - 증조부 : 이치헌(李致憲)
  - 증조모 : 온양 정씨 정동욱(鄭東郁)의 딸
    - 조부 : 이계남(李啓南)
    - 조모 : 선산 김씨 김득상(金得相)의 딸
      - 부 : 이강범(李玒範)
      - 모 : 전주 이씨 이종운(李鍾運)의 딸
      - 계모 : 밀양 박씨 박주병(朴柱秉)의 딸
        - 이복 아우 : 이재록(李載祿)
        - 이복 아우 : 이재표(李載杓)

## 상훈
2006년 건국 훈장 독립장이 추서되었다.